# Carmen de Carupa (kommun)
Carmen de Carupa är en kommun i Colombia.   Den ligger i departementet Cundinamarca, i den centrala delen av landet, 80 km norr om huvudstaden Bogotá. Antalet invånare är 8 491.